# Arquidiocese de Antofagasta
A Arquidiocese de Antofagasta (Archidiœcesis Antofagastensis) é uma circunscrição eclesiástica da Igreja Católica situada em Antofagasta, Chile. Seu atual arcebispo é Ignacio Francisco Ducasse Medina. Sua Sé é a Catedral de São José.
Possui 20 paróquias servidas por 52 padres, contando com 613335 habitantes, com 64,4% da população jurisdicionada batizada (394800 batizados).

## História
A missão sui iuris de Antofagasta foi erigida em 1881.
Em 1887 foi elevada a vicariato apostólico.
Em 3 de fevereiro de 1928 foi elevada a diocese sufragânea da arquidiocese de Santiago do Chile pela bula Supremi apostolatus do Papa Pio XI.
Em 21 de julho de 1965 cedeu uma parte do seu território em vantagem da ereção da prelazia territorial de Calama (atual Diocese de San Juan Bautista de Calama).
Em 28 de junho de 1967 é elevada ao posto de arquidiocese metropolitana pela bula Cum episcoporum do Papa Paulo VI.

## Prelados
|                     | Nome                                   | Período    | Notas                                  |
| Arcebispos          | Arcebispos                             | Arcebispos | Arcebispos                             |
| ------------------- | -------------------------------------- | ---------- | -------------------------------------- |
| 5º                  | Ignacio Francisco Ducasse Medina       | 2017-atual |                                        |
| 4º                  | Pablo Lizama Riquelme                  | 2004-2017  |                                        |
| 3º                  | Patricio Infante Alfonso               | 1990-2004  |                                        |
| 2º                  | Carlos Oviedo Cavada, O. de M. †       | 1974-1990  | Nomeado Arcebispo de Santiago do Chile |
| 1º                  | Francisco de Borja Valenzuela Ríos †   | 1967-1974  | Nomeado Arcebispo de San Felipe        |
| Arcebispo-coadjutor |                                        |            |                                        |
|                     | Pablo Lizama Riquelme                  | 2004       |                                        |
| Bispos-auxiliares   |                                        |            |                                        |
|                     | Juan Bautista Herrada Armijo, O.de M.  | 1991-1997  |                                        |
|                     | Juan Luis Ysern de Arce                | 1972-1974  | Nomeado Bispo de San Carlos de Ancud   |
|                     | Arturo Mery Beckdorf                   | 1941-1944  | Nomeado Bispo de Valdivia              |
| Bispos              |                                        |            |                                        |
| 9º                  | Francisco de Borja Valenzuela Ríos †   | 1957-1967  |                                        |
| 8º                  | Hernán Frías Hurtado †                 | 1945-1957  |                                        |
| 7º                  | Alfredo Cifuentes Gómez †              | 1933-1943  | Nomeado Arcebispo de La Serena         |
| 6º                  | Luis Silva Lezaeta †                   | 1904-1929  |                                        |
| 5º                  | Felipe Salas Errázuriz †               | 1896-1905  |                                        |
| 4º                  | Luis Silva Lezaeta †                   | 1887-1896  |                                        |
| 3º                  | Florencio Eduardo Fontecilla Sánchez † | 1883-1886  |                                        |
| 2º                  | Juan Luis Montes Solar †               | 1882 - ?   |                                        |
| 1º                  | Raymundo Cisternas †                   | 1881-1882  |                                        |